# Nicolas Chuquet
Nicolas Chuquet (Parigi, 1445 – Lione, 1488) è stato un matematico francese, noto per aver scritto uno dei primi testi di aritmetica e algebra.

## Opera

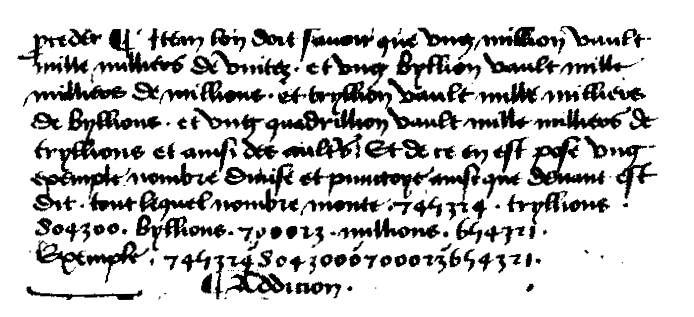
Pagina del manoscritto Le Triparty en la Science des Nombres par Maistre Nicolas Chuquet Parisien di Chuquet

Nicolas Chuquet scrisse un importante testo intitolato Triparty en la science des nombres . Quest'opera non fu pubblicata quando egli era in vita; la maggior parte del contenuto è stata copiata, senza precisarne la provenienza, da Estienne de La Roche nel suo libro pubblicato nel 1520, L'arismetique. Nell'anno 1870, lo studioso Aristide Marre scoprì il manoscritto di Chuquet e lo pubblicò nel 1880. Il manoscritto conteneva anche delle note scritte a mano da de La Roche.
L'idea di Chuquet era brillante e moderna rispetto al suo tempo. Egli inventò una propria notazione per i concetti algebrici e per le potenze, continuando in parte il lavoro di Juan de Ortega. Inoltre sembra essere stato il primo matematico ad aver utilizzato lo zero e i numeri negativi come esponenti. 
Nel suo libro afferma che un numero molto grande può essere diviso in gruppi di sei cifre e, in un breve passaggio, afferma che questi gruppi possono essere chiamati (partendo dal primo):

milioni, il secondo gruppo bilione, il terzo gruppo trilione, il quarto quadrilione, il quinto 
quintilione, il sesto sestilione,...,
e così via con gli altri, fino a quando si vuole andare avanti.

A causa di questo, a volte è ricordato come l'inventore della moderna nomenclatura per i grandi numeri.
Tuttavia, si tratta di una eccessiva semplificazione. La parola “milione” era già in uso secoli prima di Chuquet. 
Nel 1475, Jehan Adam utilizzò le parole "bilione" e "trilione" (per 1012 e 1018) e si credette che queste parole ed alcune ad esse simili fossero già in uso a quel tempo. Chuquet fu, tuttavia, l'autore originale di un  lavoro sistematico che si avvaleva di una serie di nomi che terminano in -ilione.
Il sistema nel quale i nomi milione, bilione, trilione, ecc. fanno riferimento alle potenze di un milione è spesso  chiamato sistema di Chuquet.
Attorno al 1550, Jacques Peletier du Mans utilizzò un sistema basato sulle potenze di 106, e aggiunse il termine  "miliardo"  per 109. Questo sistema è stato poi utilizzato in Inghilterra e in Germania e in alcune parti del resto d'Europa. Questo sistema è spesso chiamato come sistema di Chuquet-Peletier.
Successivamente, in Francia e negli USA, venne stabilita una differente scala corta dove il termine bilione significa 109. Nel secolo successivo, anche la Gran Bretagna e gli altri paesi di lingua inglese adottarono il sistema della Scala corta in uso negli USA; di contro, la Francia, parte dell'Europa e la maggior parte del resto del mondo  si allinearonono alla Germania, ed utilizzarono il sistema di Chuquet-Peletier o scala lunga.
È innegabile che Chuquet fu l'autore del primo “sistema” (pubblicato nel lavoro “Larismetique” (1520) da Étienne de la Roche senza specificare l'autore e in Triparty en la science des nombres (scritto da Nicolas Chuquer prima del 1488 ma pubblicato solo nel 1870)) che denomina i grandi numeri combinando un prefisso di derivazione latina con il suffisso -ilione.
| Scala corta raffronto | Chuquet        | Peletier    | Systematics | Base 10 | Prefisso SI |
| --------------------- | -------------- | ----------- | ----------- | ------- | ----------- |
| unità                 | unità          | Unità       | Milione 0   | 10 0    | (nessuno)   |
| mille                 | mille          | Mille       | Milione 0.5 | 10 3    | k (kilo)    |
| Milione               | Milione        | Milione     | Milione 1   | 10 6    | M (mega)    |
| Bilione               | miliardo       | Miliardo    | Milione 1.5 | 10 9    | G (giga)    |
| Trilione              | Bilione        | Bilione     | Milione 2   | 10 12   | T (tera)    |
| Quadrilione           | mille bilioni  | Biliardo    | Milione 2.5 | 10 15   | P (peta)    |
| Quintilione           | Trilione       | Trilione    | Milione 3   | 10 18   | E (exa)     |
| Sestilione            | mille trilioni | Triliardo   | Milione 3.5 | 10 21   | Z (zetta)   |
| Settilione            | Quadrilione    | Quadrilione | Million 4   | 10 24   | Y (yotta)   |